# NGC 3139
NGC 3139 é uma galáxia lenticular (S0) localizada na direcção da constelação de Hydra. Possui uma declinação de -11° 46' 40" e uma ascensão recta de 10 horas, 10 minutos e 05,1 segundos.
A galáxia NGC 3139 foi descoberta em 1886 por Frank Leavenworth.